# La Pobla del Duc
La Pobla del Duc – gmina w Hiszpanii, w prowincji Walencja, we wspólnocie autonomicznej Walencja, o powierzchni 18,87 km². W 2011 roku liczyła 2547 mieszkańców.